# Panachaïkí
Maillots
Le Panachaïkí Gymnastikí Énosi (en grec moderne : Παναχαϊκή Γυμναστική Ένωση), plus couramment abrégé en Panachaïkí GE, est un club grec de football fondé en 1891 et basé dans la ville de Patras.

## Histoire
Son histoire commence en 1891, lorsque le Panachaïkós Gymnastikós Syllogos est fondé. En 1894, un club rival issu du Panachaïkós, Gymnastiki Eteria Patron, est également fondé à Patras. Ce n'est qu'en 1923 que les deux clubs en question décident de fusionner, mettant ainsi un terme à une rivalité stérile. De cette fusion découle le Panachaïkí Gymnastikí Énosi (PGE).
Connu notamment pour sa section football auprès du large public, Panachaiki n'en demeure pas moins un club omnisports ayant révélé de nombreux lauréats olympiques. Les figures emblématiques du club sont sans aucun doute l'haltérophile Dimitrios Tofalos et Kóstas Davourlís, leader de la grande équipe de football qui séduit la Grèce entière dans les années 1970 et participe à la Coupe UEFA en 1974 (s'inclinant au second tour face au FC Twente).

## Stade
Le stade actuel du club est le Stade Pampeloponnisiakó ; cependant Panachaïkí possède une enceinte privée, le stade Kóstas Davourlís dont elle assurera vraisemblablement l'exploitation dans l'avenir.

## Palmarès
| Compétitions nationales |
| --- |
| - Championnat de Grèce D2 (5) : - Champion : 1963-64, 1968-69, 1970-71, 1981-82, 1983-84 et 1986-87. - Championnat de Grèce D3 : - Vice-champion : 1960-61 (Gr. Athènes), 1989-90, 1994-95, 1998-99 et 2014-15 (Gr. 1). - Championnat de Grèce D4 (2) : - Champion : 2004-05 et 2016-17. |

## Personnalités du club

### Présidents du club
- Panagiotis Tsiribis
- Konstantinos Bakalaros

### Entraîneurs du club
| - Božidar Drenovac (1965 - 1966) - Dan Georgiádis (1969 - 1970) - Tommy Eggleston (1971) - Ljubiša Spajić (1972 - 1973) - Wilf McGuinness (1973 - 1974) - Bela Palfi (1969 - 1970) - Ljubiša Spajić (1976 - 1977) - Antonis Georgiadis (1977) - Les Shannon (1977 - 1978) - František Fadrhonc (1978 - 1979) - Kostas Karapatis (1979 - 1980) - Panos Markovic (1980) - Dezső Bundzsák (1982 - 1984) - Andreas Michalopoulos (1984 - 1985) - Vassilis Stravopodis (1985) - Janusz Pekowski (1985) - Vassilis Stravopodis (1985) - Panos Markovic (1985 - 1986) - Andreas Michalopoulos (1986 - 1987) - Panos Markovic (1987 - 1988) - Andreas Michalopoulos (1988 - 1993) - Rob Jacobs (1993 - 1994) - Giannis Pavlakis (1994) - Chrístos Archontídis (1994 - 1996) - Andreas Michalopoulos (1996 - 1997) - Stavros Diamantopoulos (1997 - 1998) - Panagiotis Kyriakopoulos (1998 - 1999) - Mojaš Radonjić (1999) - Nikos Alefantos (1999 - 2000) - Chrístos Archontídis (2000) | - Vangelis Vlachos (2000 - 2001) - Nikos Kourbanas (2001) - Spýros Livathinós (2001 - 2002) - Níkos Anastópoulos (2002) - Vincenzo Guerini (2002) - Ilias Armodoros (2002) - Theodoros Patronis (2002 - 2003) - Dimitrios Genas (2003) - Theodoros Patronis (2003) - Nikos Argyroulis (2004) - Christos Tsikas (2004) - Nikos Kourbanas (2004 - 2005) - Vasilis Papachristou (2005) - Ken Worden (2005) - Leon Gardikiotis (2005) - Vassilis Stravopodis (2005) - Ivan Jovanović (2005 - 2006) - Vassilis Stravopodis (2006) - Totis Fylakouris (2006) - Veljko Dovedan (2006) - Nikos Kourbanas (2006 - 2007) - Georgios Strantzalis (2007) - Vassílis Xanthópoulos (2007 - 2008) - Vassilis Stravopodis (2008) - Ange Postecoglou (2008) - Panagiotis Tzanavaras (2008 - 2009) - Babis Tennes (2009) - Dimitrios Spanos (2009 - 2010) - Eugène Gerards (2010) - Georgios Marantas (2010) | - Ilias Fyntanis (2010 - 2011) - Murat Seropian (2011) - Ilias Fyntanis (2011 - 2012) - Vangelis Karatsis (2012) - Vasilis Vouzas (2012) - Giannis Papakostas (2012) - Ilias Fyntanis (2012) - Ákis Zíkos (2012) - Giorgos Koutsis (2012 - 2013) - Sotiris Antoniou (2013) - Vangelis Karatsis (2013) - Angelos Digozis (2013) - Ilias Fyntanis (2013) - Timos Kavakas (2013) - Nikos Papadopoulos (2013 - 2014) - Ilias Fyntanis (2014) - Dimitrios Spanos (2014 - 2016) - Stathis Stathopoulos (2016) - Ilias Fyntanis (2016) - Sokratis Ofrydopoulos (2016 - 2019) - Christos Karapitsos (2019) - Sakis Tsiolis (2019) - Zvezdan Milošević (2019) - Dušan Jovanović (2019) - Spyros Baxevanos (2019) - Apostolos Makridis (2019 - 2020) - Konstantinos Spyropoulos (2020) - Sokratis Ofrydopoulos (2020) - Dimitrios Eleftheropoulos (2020) - Nikos Papadopoulos (2020 - ) |

### Anciens joueurs du club
- Joël Epalle
- Raymond Kalla
- Mihail Majearu
- Kóstas Katsouránis